# 细花白千层
细花白千层（学名：Melaleuca parviflora），为桃金娘科千层树属下的一个植物种。其种加词“parviflora”意为“小花的”。